# Москва (женский баскетбольный клуб)
«Москва» — российский женский баскетбольный клуб из Москвы, основанный на базе СДЮШОР № 49 «Тринта» (г. Москва, Загородное шоссе, 2а). В последний сезон своего выступления команда показала свой лучший результат: 5-е место в чемпионате России, финалист Кубка Европы ФИБА.

## История
Клуб создан в 1993 году на базе школы олимпийского резерва СДЮШОР № 49 «Тринта», которая готовит детей и юношей к профессиональному баскетболу. Команда первоначально, с перерывом в 6 лет, выступала в высшей лиге, но уже в сезоне 2002/03, заняв 3-место, получила путёвку в подэлитный дивизион — «Суперлига Б». В первом же сезоне, сменив название на «Звёзды Тринты», команда заняла 7-е место. Но уже в следующем сезоне женский клуб поменял прописку с Москвы на Люберцы, здесь она вошла в структуру «Динамо» (Московская область), почётным президентом которого был Лев Лещенко. И успех не заставил себя долго ждать, команда за один сезон (2004/05) добилась право участвовать в элите российского баскетбола, в её составе блистали молодые и перспективные баскетболистки: Елена Данилочкина, Светлана Махлина, Екатерина Кейру, Людмила Сапова.
«Динамо» в первом своём сезоне в «Суперлиге А» заняла 10-е место (2005/06), на следующий год команда заявилась на участие в кубке Европы ФИБА, где сотворила сенсацию, дойдя до полуфинала, её остановил итальянский «Фаенца», а в чемпионате России заняла 7-е место (2006/07) .
В 2007 году из-за финансовых проблем баскетбольный клуб «Динамо» (Московская область) был расформирован, но если для мужской команды сменилась только «вывеска» — «Триумф», то женскую ждало не только переименование, но ещё и переезд в Москву.
Первый и последний сезон (2007/08) у БК «Москвы» вышел самым удачным за всю её немноголетнюю историю: вошёл в «пятёрку» лучших команд России, финал кубка Европы и снова итальянский клуб, на сей раз «Беретта» из Скио, остановил в шаге от победы. Вскоре у новых спонсоров баскетбольной команды изменилась финансовая ситуация и они отказались от дальнейшего финансирования.

## Состав команды в сезоне 2007—2008
| Номер | Игрок               | Позиция    | Год рождения |
| ----- | ------------------- | ---------- | ------------ |
| 4     | Александра Латышева | Защитник   | 1976         |
| 5     | Моник Карри         | Защитник   | 1983         |
| 6     | Милена Вукичевич    | Центровой  | 1980         |
| 7     | Азра Бечирович      | Защитник   | 1980         |
| 9     | Екатерина Савельева | Нападающий | 1986         |
| 10    | Елена Беглова       | Защитник   | 1987         |
| 12    | Оксана Закалюжная   | Центровой  | 1977         |
| 13    | Елена Данилочкина   | Защитник   | 1986         |
| 14    | Надежда Гришаева    | Нападающий | 1989         |
| 15    | Анастасия Логунова  | Нападающий | 1990         |
| 23    | Пленетт Пирсон      | Защитник   | 1981         |
| 31    | Милица Дабович      | Защитник   | 1982         |

Главный тренер —  Александр Васин